# 유봉휘
유봉휘(柳鳳輝, 1659년 ~ 1727년)는 조선 후기의 문신이다. 본관은 문화(文化). 자는 계창(季昌). 호는 만암(晩菴). 시호는 충정(忠靖)이다.

## 생애
1697년(숙종 23) 정시 문과에 병과로 급제하였다. 이조정랑, 헌납, 부교리, 부수찬, 정언, 문학 등을 거쳐 부제학, 대사간을 두루 거쳐서 전라도관찰사와 이조참의를 거쳐 숙종 말기, 도승지, 동지의금부사, 부제학을 지냈고 외직으로 개성유수를 지냈다. 1721년(경종 1) 사직으로 있을 때 노론이 중심이 되어 왕의 아우인 연잉군(延仍君)을 왕세제로 책봉하고자 할 때 강력히 반대하다가 실패하였다. 대사헌과 우참찬을 지낼 때 그 뒤 왕세제의 대리청정이 실현되자, 소론의 영수로서 왕이 병을 앓지 않은데도 대리청정하는 것은 부당하다고 극간해 철회시키고 노론을 실각시켰다. 1722년 우부빈객(右副賓客)이 되고, 예문관제학, 예조판서를 거쳐 1723년 이조판서로 승진하였다. 이후 홍문관제학, 병조판서를 지냈다.
1725년 영조가 즉위한 뒤 탕평책으로 노론·소론의 연립 정권이 수립될 때 우의정이 되고 이어 소론 4대신의 한 사람으로 우의정이 되고 좌의정에 올랐다. 그러나 신임사화를 일으킨 주동자라는 노론의 집요한 공격을 받고 이듬해 면직되었고, 경흥에 안치되어 유배지에서 죽었다.

## 가족 관계
- -     - 할아버지 : 유성오(柳誠吾), 유속의 양자, 유준의 장남
      - 아버지 : 유상운(柳尙運, 1636 ~ 1707)
      - 어머니 : 전의 이씨 - 이행원(李行遠, 1592 ~ 1648)의 딸
        - 부인 : 함안 조씨 - 조근(趙根, 1631 ~ 1680)의 딸
          - 장남 : 유필원(柳弼垣)
          - 자부 : 파평 윤씨 - 윤정(尹定)의 딸